# Tasso (Corse-du-Sud)
Tasso település Franciaországban, Corse-du-Sud megyében. Lakosainak száma 88 fő (2022. január 1.). Tasso Bastelica, Ciamannacce, Guitera-les-Bains, Sampolo és Zicavo községekkel határos.

## Népesség
A település népessége az elmúlt években az alábbi módon változott:
| Lakosok száma | 137  | 122  | 91   | 98   | 95   | 107  | 110  | 95   | 87   | 88   |
|               | 1968 | 1982 | 1990 | 2006 | 2013 | 2015 | 2017 | 2019 | 2020 | 2022 |